# Anão (RPG)

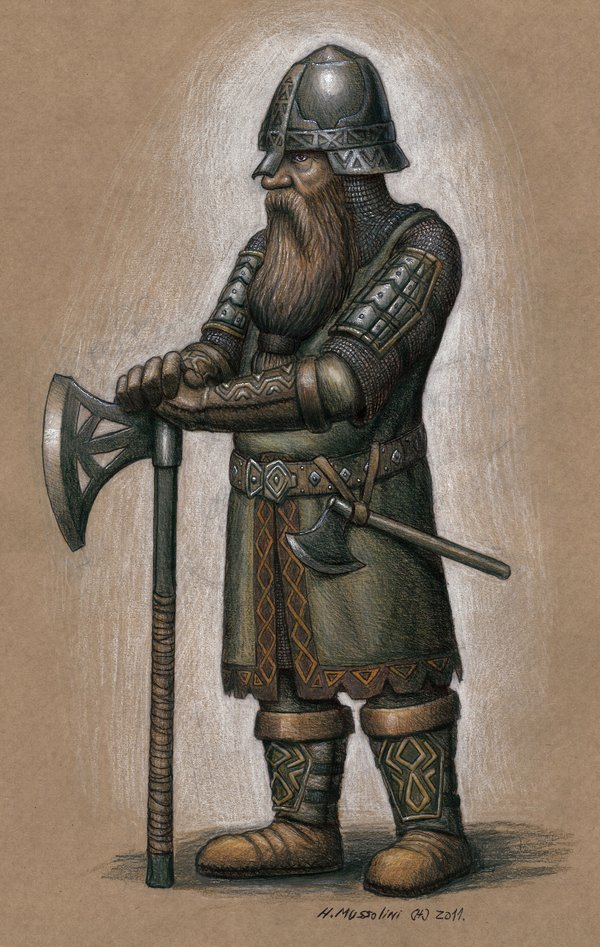
Anão
(concepção artística de BrokenMachine86).

Anões (Dwarfs) são seres clássicos de RPG de estatura baixa vindos da mitologia nórdica. Segundo as lendas, são mestres na arte da mineração e nas forjas.
Nas histórias de Tolkien eles são descritos como seres barbudos e baixos, que odeiam o sol. Nos RPGs clássicos de mesa essas características não são usadas normalmente, e eles são aliados dos humanos, mas às vezes brigando com os Elfos. Em geral, são bons em luta com machados e martelos nos RPGs. Os anões podem ser inimigos também, tendo outras aparências, sendo primitivos ou não, normalmente usam machados e martelos. Existem muitos tipos de anões, como os duergar, que são anões negros que morrem se expostos ao sol; os anões das montanhas; e os anões de ouro (são basicamente a mesma coisa). Também há os de "Artemis Fowl": pequenos, gordos, comedores de terra; assim, cavam muito bem, sua saliva endurece depois de sair de sua boca e vira pedra. Os fios de sua barba os guiam.
.Embora usem outras armas, preferem machados e martelos em combate, causando grandes estragos em seu oponente. São impulsivos e beberrões. Quando esvaziam os barris de cerveja das tavernas, procuram briga, confusão, são espalhafatosos, ou simplesmente caem bêbados, roncando alto no chão. Frequentemente os anões possuem barba. A maioria possui uma pele escurecida pela fuligem das minas e seus cabelos e barba são negros. Isso varia, pois os anões das Montanhas Geladas, por exemplo, possuem pele clara e cabelos brancos. Os anões de gelo são mais introspectivos por viverem em uma comunidade afastada. Os anões, ainda, possuem força e conhecimento suficientes para fazer armas e armaduras.

## Anões no Ciclo da Herança
Os Anões viveram desde sempre em Alagaesia, são excelentes guerreiros que se dividem em clãs, de longas barbas, fortes e baixos. Desde o início dos tempos até ao de Eragon, existiram 43 anões, sendo o primeiro Korgan e os últimos Hrothgar e Orik. Existem 13 clãs e Hrothgar convidou Eragon para fazer parte do Ingeitum, um dos mais famosos e bondosos. Os Anões governam nos túneis e em Farthen Dur, oferecendo aos Varden mantimentos e abrigo nas Montanhas Beor. Nem todos os Anões gostam de Eragon e Saphira, pois os Dragões chacinaram muitos da sua raça, em tempos. Têm medo de alturas e são politeístas. Quando um anão morre, deve ser sepultado na rocha.